# 12. Internationale Sechstagefahrt
Die 12. Internationale Sechstagefahrt war ein Motorrad-Geländesportwettbewerb, der vom 29. Juli bis zum 3. August 1930 in Grenoble sowie den umliegenden Alpen stattfand. Mit den jeweils ersten Siegen der italienischen Trophy-Mannschaft und der französischen Silbervasen-Mannschaft endete die langjährige Dominanz der Briten bei der Internationalen Sechstagefahrt.

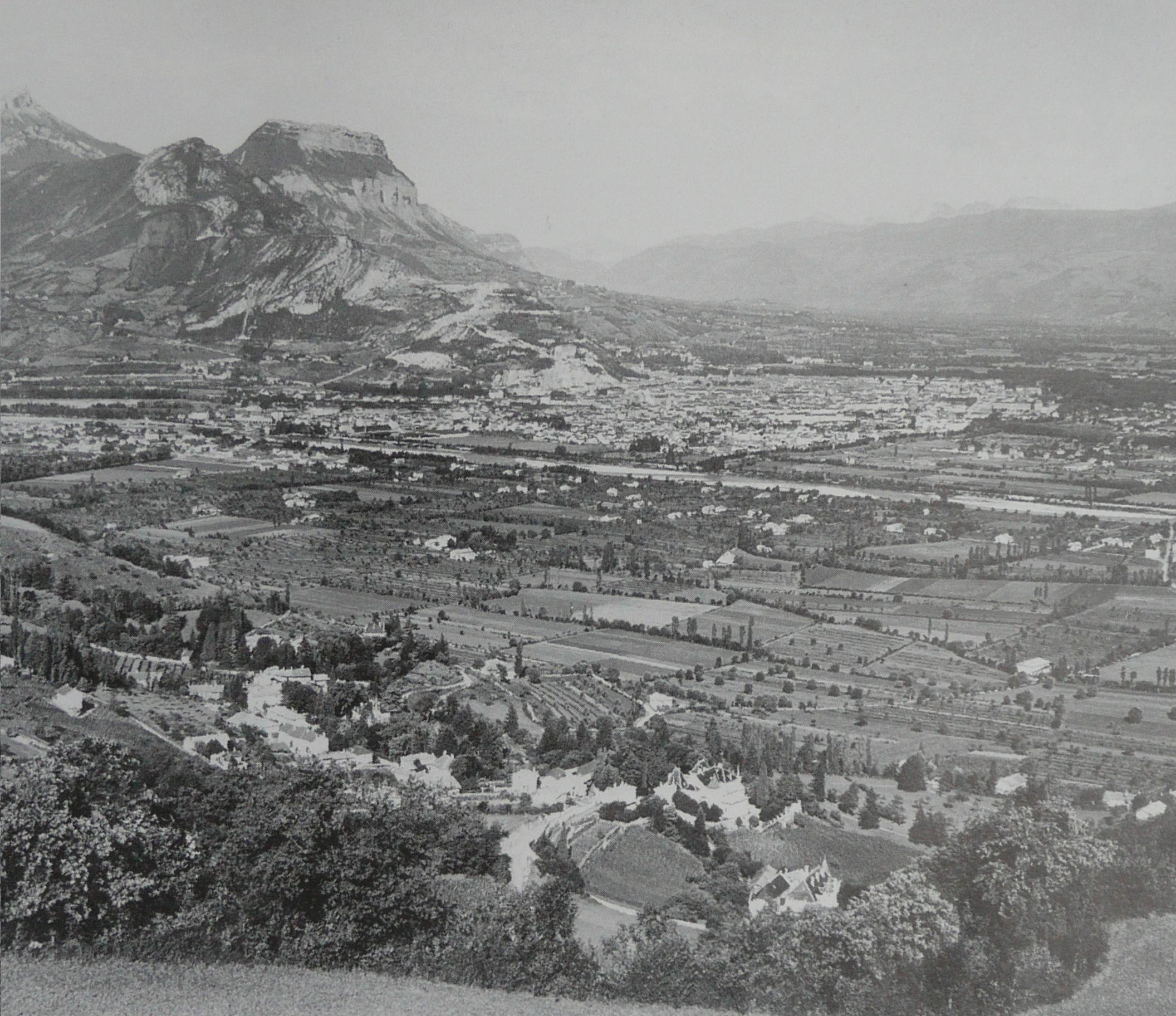
Grenoble (um 1929), Start- und Zielort der einzelnen Etappen

## Wettkampf

### Organisation
Die in den französischen und italienischen Alpen ausgetragene Internationale Sechstagefahrt ging über eine Gesamtstrecke von 1939 Kilometer. Um die Trophy-Wertung kämpften die Mannschaften aus Großbritannien, Frankreich und Italien. An der Silbervasenwertung nahmen Mannschaften aus Großbritannien, Frankreich, Italien, Niederlande und der Tschechoslowakei teil. Um die Markenwertung kämpfen zwölf Mannschaften.
Insgesamt waren 87 Fahrer eingeschrieben, 85 Fahrer nahmen den Wettkampf auf. Eine Goldmedaille erhielten Fahrer, die keine Strafpunkte hatten. Für eine Silbermedaille duften maximal 10, für eine Bronzemedaille maximal 25 Strafpunkte zu Buche stehen. Bei 26 bis maximal 50 Strafpunkten erhielt der Fahrer ein Zertifikat.

### 1. Tag
Am ersten Tag führte die 303 Kilometer lange Strecke über Barby, Beaufort nach Saint-Gervais-les-Bains und wieder zurück nach Grenoble. Bereits auf der ersten Etappe kam es zu mehreren Ausfällen. Unter den zwölf Aufgaben war auch der Brite George Brough, der mit einem Auto kollidierte und sich ein Bein brach. Mit dem Ausfall von Nortier platzte das niederländische Silbervasen-A-Team.
13 Fahrer schieden aus dem Wettbewerb aus.

### 2. Tag
Die 304 Kilometer lange Strecke führte von Grenoble über Chambery, Cruet und Aix-les-Bains zurück nach Grenoble. Eine der Schwierigkeiten der Tagesetappe war der Crucheron-Pass. Durch das schlechte Wetter waren die Anforderungen an die Fahrer gestiegen. Erneut kam es zu mehreren Ausfällen. Mit dem Ausfall von Howard Uzzell platzte das britische Silbervasen-A-Team.
Fünf Fahrer schieden aus dem Wettbewerb aus.

### 3. Tag
Am dritten Tage führte die 398 Kilometer lange Strecke von Grenoble über Modane, Turin und Gattinara nach Stresa. Sechs Fahrer mussten an diesem Tag aufgeben. Darunter war auch der einzige deutsche Fahrer, Julius von Krohn auf Zündapp.
Bei der Trophy-Wertung lag die italienische Mannschaft in Führung. Bei der Silbervasen-Wertung hatte das französische A-Team das beste Ergebnis. Mit dem Ausfall von Edyth Foley platzte das britische Silbervasen-B-Team.
Sechs Fahrer schieden aus dem Wettbewerb aus.

### 4. Tag
Die Strecke führte über 393 Kilometer von Stresa über Domodossola, den Simplonpass nach Chamonix, den Col de la Forclaz, Bonvilliard wieder nach Grenoble.
Es schieden weitere drei Fahrer aus. Insgesamt hatten bereits 24 Fahrer Strafpunkte erhalten. Durch einen Getriebedefekt an der Maschine von Sybrandy platzte die niederländische B-Mannschaft. In der Trophy-Wertung war nur noch das italienische Team komplett. Bei der Silbervasenwertung hatten nur noch die italienische und die französische A-Mannschaft Chancen auf den Gesamtsieg. Alle anderen Teams hatten einen oder mehrere Fahrer verloren.
Fünf Fahrer schieden aus dem Wettbewerb aus.

### 5. Tag
Am fünften Tag führte die 303 Kilometer lange Strecke von Grenoble nach Allemond, Siévoz und Laffrey und zurück. Dabei war der Col de Glendon zu überqueren. Während dieser Etappe wurden zwei italienische Fahrer disqualifiziert, da sie während der Fahrt vom Begleitfahrzeug Treibstoff erhalten hatten.

### 6. Tag
Am letzten Tag waren nochmals 238 Kilometer über Corps, Mensac und Vis zurückzulegen. Als Abschlusstest fand in Grenoble auf dem Circuit du Dauphiné eine Geschwindigkeitsprüfung statt.
Vier Fahrer schieden aus dem Wettbewerb aus. Von den 87 am ersten Tag gestarteten Fahrern erreichten 50 das Ziel.

## Endergebnisse

### Trophy
| Platz | Team                   | Strafpunkte |
| ----- | ---------------------- | ----------- |
| 1.    | Königreich Italien     | 15          |
| 2.    | Vereinigtes Königreich | 400         |
| 3.    | Frankreich             | 420         |

### Silbervase
| Platz | Team                                  | Strafpunkte |
| ----- | ------------------------------------- | ----------- |
| 1.    | Frankreich (A-Mannschaft)             | 14          |
| 2.    | Königreich Italien                    | 38          |
| 3.    | Niederlande (B-Mannschaft)            | 349         |
| 4.    | Vereinigtes Königreich (B-Mannschaft) | 415         |
| 5.    | Vereinigtes Königreich (A-Mannschaft) | 500         |
| 6.    | Niederlande (A-Mannschaft)            | 634         |
| 7.    | Tschechoslowakei                      | 745         |
| 8.    | Frankreich (B-Mannschaft)             | 1000        |

### Einzelwertung
| Klasse       | Starter | Gold | Silber | Bronze | Zertifikat | ohne Auszeichnung | Ausfall/Disqualifikation | Ausfall/Disqualifikation | Ausfall/Disqualifikation | Ausfall/Disqualifikation | Ausfall/Disqualifikation | Ausfall/Disqualifikation | Ausfall/Disqualifikation |
| Klasse       | Starter | Gold | Silber | Bronze | Zertifikat | ohne Auszeichnung | 1. Tag                   | 2. Tag                   | 3. Tag                   | 4. Tag                   | 5. Tag                   | 6. Tag                   | Gesamt                   |
| ------------ | ------- | ---- | ------ | ------ | ---------- | ----------------- | ------------------------ | ------------------------ | ------------------------ | ------------------------ | ------------------------ | ------------------------ | ------------------------ |
| 175 cm³      | 5       | 1    | 0      | 2      | 1          | 0                 | 1                        | 0                        | 0                        | 0                        | 0                        | 0                        | 1                        |
| 250 cm³      | 5       | 2    | 0      | 0      | 0          | 0                 | 0                        | 0                        | 0                        | 3                        | 0                        | 0                        | 3                        |
| 350 cm³      | 30      | 10   | 2      | 2      | 1          | 2                 | 5                        | 1                        | 4                        | 0                        | 0                        | 3                        | 13                       |
| 500 cm³      | 29      | 13   | 2      | 2      | 3          | 0                 | 4                        | 2                        | 0                        | 2                        | 1                        | 0                        | 9                        |
| 750 cm³      | 5       | 0    | 2      | 0      | 0          | 0                 | 0                        | 0                        | 0                        | 0                        | 1                        | 1                        | 2                        |
| 1000 cm³     | 3       | 0    | 0      | 0      | 0          | 0                 | 3                        | 0                        | 0                        | 0                        | 0                        | 0                        | 3                        |
| 600 cm³ (a)  | 7       | 1    | 1      | 0      | 2          | 0                 | 0                        | 1                        | 2                        | 0                        | 0                        | 0                        | 3                        |
| 1000 cm³ (a) | 1       | 0    | 0      | 0      | 0          | 0                 | 0                        | 1                        | 0                        | 0                        | 0                        | 0                        | 1                        |
| Gesamt       | 85      | 27   | 7      | 6      | 7          | 2                 | 13                       | 5                        | 6                        | 5                        | 2                        | 4                        | 35                       |

33 Fahrer waren strafpunktfrei. Unter den Goldmedaillengewinnern waren auch die drei britischen Starterinnen Marjorie Cottle auf B. S. A., Newton auf Royal Enfield und Lermitte auf Rudge.
Ariel gewann die Markenwertung in der 500-cm³-Klasse, A.J.S. in der 350-cm³-Klasse und  MAS in der 175-cm³-Klasse. Alle anderen Fabrikteams waren ausgefallen.

## Teilnehmer
| Staat                  | Trophy-Team                                                                                     | Silbervase-Team |
| ---------------------- | ----------------------------------------------------------------------------------------------- | --- |
| Frankreich             | Bourguin (Gnome & Rhone) Bernard (Gnome & Rhone) M. Jolly (Alcyon)                              | (A-Mannschaft) Albert Sourdot (Monet et Goyon) Paul Debaisieux (Monet et Goyon) Norbert Coulon (Terrot)                          |
| Frankreich             | Bourguin (Gnome & Rhone) Bernard (Gnome & Rhone) M. Jolly (Alcyon)                              | (B-Mannschaft) G. de Lavalette (Peugeot) Gaussorgues (Monet et Goyon) Naas (Gnome & Rhone)                                       |
| Königreich Italien     | Rosolino Grana (Gilera 500) Luigi Gilera (Gilera 600) Miro Maffeis (Gilera 500)                 | Nunzio Silvestri (Mas 175) Natale Boneschi (Mas 175) Lino Bonatti (Mas 175)                                                      |
| Niederlande            |                                                                                                 | (A-Mannschaft) Gerald Bakker Schut (Rudge-Withworth 500) Piet J. Nortier (A.J.S. 500) A. P. van Hamersveld (Rudge-Withworth 500) |
| Niederlande            | (B-Mannschaft) Jaap E. Fijma (Ariel 500) G. A. de Ridder (Ariel 500) J. H. Sybrandy (Ariel 500) | |
| Tschechoslowakei       |                                                                                                 | E. Stokuc (Indian 750) J. Melzer (BMW 750) M. Vychodil (Praga B.D. 500)                                                          |
| Vereinigtes Königreich | H. S. Perry (Ariel) L. A. Welch (Royal Enfield) D. F. Povey (Rudge)                             | (A-Mannschaft) H. S. Kershaw (Ariel) Albert E. Perrigo (BSA) H. G. Uzzell (BSA)                                                  |
| Vereinigtes Königreich | H. S. Perry (Ariel) L. A. Welch (Royal Enfield) D. F. Povey (Rudge)                             | (B-Mannschaft) Louie McLean (Douglas) Edyth Foley (A.J.S.) Betty Lermitte (Rudge)                                                |